# Estação Bieliaevo
Bieliaevo (em russo:  Беляево) é uma das estações da linha Kalujsko-Rijskaia (Linha 6) do Metro de Moscovo, na Rússia. Estação «Bieliaevo» está localizada entre as estações «Conhcovo» e «Kalujskaia».